# Rhys Dowling
Rhys Dowling (* 25. März 1995 in Darwin) ist ein australischer Squashspieler.

## Karriere
Rhys Dowling begann seine professionelle Karriere im Jahr 2012 und gewann bislang sieben Titel auf der PSA World Tour. Seine höchste Platzierung in der Weltrangliste erreichte er mit Rang 93 im Februar 2018. 2017 gehörte er zum australischen Aufgebot bei den World Games 2017, bei denen er im Achtelfinale gegen Simon Rösner ausschied. Mit der australischen Nationalmannschaft nahm er 2023 und 2024 an der Weltmeisterschaft teil.

## Erfolge
- Gewonnene PSA-Titel: 7